# وزارة السياحة (سوريا)
وزارة السياحة هي الوزارة المسؤولة تنشیط السیاحة الداخلیة والخارجیة وتنمیتھا بما تقوم به
مباشرة أو عن طریق الشركات والمؤسسات السیاحیة من تسویق سیاحي وخدمات سیاحیة وإنشاء مناطق ومنشآت سیاحیة واستثمارھا بصورة مباشرة أو غیر مباشرة، وتتولى بصورة عامة كل الشؤون المتعلقة بالسیاحة والاصطیاف في البلاد. كما تتولى الوزارة إدارة المنشآت السياحية واستثمارها، والتدريب السياحي عبر الثانويات المهنية الفندقية والمعاهد التقانية للعلوم السياحية والفندقية.
تأسست الوزارة عام 1972 بموجب المرسوم التشريعي رقم 41، ويتولى إدارتها محمد رامي رضوان مارتيني منذ 26 تشرين الثاني 2018.

## لمحة تاريخية
في بداياتها كانت مسؤولية السياحة موكلة إلى وزارة الاقتصاد الوطني؛ وكان لها شعبة في الوزارة، في أواخر الأربعينيات تحولت الشعبة إلى دائرة ومنها إلى مديرية للسياحة في أواخر الخمسينيات ومن إلى مديرية عامة في بداية الستينيات.
أُحدثت المؤسسة العامة للسياحة في 23 تموز 1966 بموجب المرسوم التشريعي رقم 69، وأُلحقت بوزير الثقافة والإرشاد القومي الذي صارت تسميته وزير الثقافة والسياحة والإرشاد القومي.
في 14 أيار 1972 صدر المرسوم التشريعي رقم 41 القاضي بإحداث وزارة السياحة والمجلس الأعلى للسياحة. يُعتبر عبد الله فكري الخاني أول وزير للسياحة بعد إحداثها في حكومة محمود الأيوبي.

## مهام الوزارة
تتولى الوزارة بصورة عامة كل الشؤون المتعلقة بالسياحة والاصطياف في البلاد والاهتمام بكل ما يتصل بها على الوجه الذي يحقق رفع مستواها وتنمية موارد البلاد منها وعلى الأخص ما يلي:
أ‌- التعريف بطبيعة البلاد وتراثها الحضاري وأماكن السياحة فيها والترويج لها في الدخل والخارج.
ب‌- عقد الاتفاقات السياحية والإشراف على تنفيذها.
ج- إحداث مراكز سياحة واصطياف واشتاء والإعلان وتوفير الدعاية لها.
د- العناية بالأماكن بما في ذلك مراكز الاصطياف والاشتاء واتخاذ التدابير اللازمة لتسهيل الوصول إليها وترغيب السائحين والمواطنين بزيارة وتوفير كل ما يؤمن راحتهم وتأمين الخدمات السياحية لهم.
هـ- تنظيم مهنة الإرشاد السياحي والإشراف على أعمال المرشدين والأدلاء وفق القوانين النافذة وإقامة دورات لتأهيلهم وتطوير معلوماتهم وتدريبهم على السلوك الأفضل في صلاتهم مع السائخين وتنظيم غيرها من المهن السياحية الأخرى.
ونصت المادة الرابعة من مرسوم الإحداث على أنه للوزارة – فيما لا يتعارض مع أحكام قانون الإدارة المحلية ولائحته التنفيذية وخطة المجلس الأعلى اتخاذ التدابير اللازمة لتحقيق مهامها وخاصة:
أ‌- إنشاء مكاتب سياحية في البلاد العربية والأجنبية بقرار من المجلس الأعلى يحدد فيه النظام الداخلي لها وأصول ارتباطها ببعثات الجمهورية العربية السورية بالاتفاق مع وزارة الخارجية وكذلك تحديد النظام المالي لهذه المكاتب بقرار من المجلس الأعلى بناءً على اقتراح الوزير.
ب‌- إعداد وسائل الدعاية والنشر من أشرطة سينمائية وتلفزيونية ونشرات ومقالات ودراسات وإعلانات وغيرها على أن يتم إعداد الأشرطة بالتعاون مع وزارتي الثقافة والإعلام.
ج- إقامة المهرجانات والحفلات والأعياد والمعارض والأسابيع السياحية والترخيص بإقامتها وتنظيم المسابقات ذات الطابع السياحي في الداخل أو الخارج . وتخصيص جوائز ومكافآت للفائزين .
د- اتخاذ التدابير التي تؤدي إلى تنشيط القطاع الخاص في مجال إقامة المنشآت السياحية واستثمارها وتقديم التسهيلات الممكنة له ضمن اختصاصات الوزارة وصلاحياتها وإعداد التوصيات في الأمور المتعلقة باختصاصات الجهات العامة الأخرى ومتابعة تحقيقها .
هـ- إعارة أو إهداء أو توزيع الكتب والمجلات والمصورات والنشرات والأفلام والصور وغيرها وفق الشروط التي تحدد بقرار من الوزير .
و- العمل على تأليف هيئات لتنشيط السياحة بالتعاون مع سلطات الإدارة المحلية وكذلك تنشيط الجمعيات والنوادي السياحية والترخيص بإنشائها وشهرها ورقابتها وفق قانون الجمعيات ومنحها الإعانات المالية .
ز- تكليف ذوي الاختصاص والخبرة سوريين أو عرب وأجانب بوضع مخططات ومؤلفات ونشرات وصور وأفلام وإلقاء محاضرات وغير ذلك من وسائل الإعلام السياحي لقاء تعويضات تحدد من قبل الوزير وذلك بالتنسيق مع الوزارات الأخرى المختصة .
ح- تكليف العناصر التي تختارها الوزارة من غير العاملين فيها لمرافقة السياح لقاء تعويضات مقطوعة تحدد من قبل الوزير .
ط- مع الاحتفاظ بالأحكام التي توجب الحصول على تراخيص من جهات رسمية أخرى للوزارة حق تسجيل وترخيص ما تقرر إعطاءه الصفة السياحية من مؤسسات التسفير والسياحة ومنشآت المبيت والمحلات العامة ويمنح الترخيص بقرار من الوزير .
ي- للوزارة حق تصنيف ما تقرر إعطاؤه الصفة السياحية من منشآت المبيت والمحلات العامة ومحال بيع التحف الشرقية وحق تحديد الأسعار فيها ومراقبتها وفق القوانين التي تنظم شؤونها بالاتفاق مع وزارة التموين والتجارة الداخلية ، كما لها حق مراقبة مؤسسات التسفير السياحية والإشراف على أعمالها وفق القوانين التي تنظم شؤونها .
ك- الإشراف على الرحلات السياحية الداخلية والخارجية التي تنظمها وكالات وكاتب السياحة وتنظيم الرحلات السياحية عند الاقتضاء .

## الهيكل التنظيمي
تتألف الوزارة من المديريات المركزية والهيئات التابعة لها وفق ما يلي:

### الإدارة المركزية
- مديرية مكتب الوزير
- مديرية الرقابة الداخلية
- مديرية الشؤون القانونية
- مديرية الموارد البشرية
- مديرية تقانة المعلومات والاتصالات
- مديرية الجاهزية
- مديرية الخدمات العامة
- مديرية الإعلام والعلاقات العامة
- مديرية الترويج والتسويق السياحي
- مديرية التخطيط والتعاون الدولي
- مديرية الاستثمار السياحي
- مديرية الخدمات والجودة السياحية
- مديرية التخطيط السياحي
- مديرية التنمية السياحية

### الهيئة العامة لتنفيذ المشاريع السياحية
- مديرية المشاريع السياحية
- مديرية المنشآت السياحية
- مديرية الشؤون الفنية
- مديرية الشؤون الإدارية والقانونية
- محاسبة الهيئة

### الهيئة العامة للتدريب السياحي والفندقي[9]
- مديرية التدريب والتأهيل المستمر
- مديرية الشؤون التعليمية
- مديرية الشؤون القانونية والموارد البشرية
- محاسبة الهيئة
- مديرية تشغيل الكوادر السياحية

## قائمة الوزراء
| الاسم                 | فترة الولاية         | فترة الولاية         | الحكومة                                                                                     |
| --------------------- | -------------------- | -------------------- | ------------------------------------------------------------------------------------------- |
| يوسف خباز             | 1 كانون الثاني 1966  | 23 شباط 1966         | حكومة صلاح الدين البيطار الخامسة                                                            |
| جميل شيا              | 1 آذار 1966          | 28 تشرين الأول 1968  | حكومة يوسف زعين الثانية                                                                     |
| سهيل الغزي            | 29 تشرين الأول 1968  | 15 تشرين الثاني 1970 | حكومة نور الدين الأتاسي                                                                     |
| فوزي الكيالي          | 21 تشرين الثاني 1970 | 22 آذار 1972         | حكومة حافظ الأسد حكومة عبد الرحمن خليفاوي الأولى                                            |
| أحمد شيخ سعيد         | 22 آذار 1972         | 23 كانون الأول 1972  | حكومة عبد الرحمن خليفاوي الأولى                                                             |
| عبد الله فكري الخاني  | 23 كانون الأول 1972  | 7 آب 1976            | حكومة محمود الأيوبي                                                                         |
| غسان شلهوب            | 7 آب 1976            | 14 كانون الثاني 1980 | حكومة عبد الرحمن خليفاوي الثانية حكومة محمد علي الحلبي                                      |
| جورج رضوان            | 14 كانون الثاني 1980 | 3 كانون الأول 1981   | حكومة عبد الرؤوف الكسم الأولى                                                               |
| نورس الدقر            | 3 كانون الأول 1981   | 1 تشرين الثاني 1987  | حكومة عبد الرؤوف الكسم الأولى حكومة عبد الرؤوف الكسم الثانية حكومة عبد الرؤوف الكسم الثالثة |
| عدنان قولي            | 1 تشرين الثاني 1987  | 29 حزيران 1992       | حكومة محمود الزعبي الأولى                                                                   |
| محمد أمين أبو الشامات | 29 حزيران 1992       | 13 آذار 2000         | حكومة محمود الزعبي الثانية                                                                  |
| قاسم مقداد            | 13 آذار 2000         | 13 كانون الأول 2001  | حكومة مصطفى ميرو الأولى                                                                     |
| سعد الله آغا القلعة   | 13 كانون الأول 2001  | 14 نيسان 2011        | حكومة مصطفى ميرو الثانية حكومة محمد ناجي العطري                                             |
| لمياء عاصي            | 14 نيسان 2011        | 23 حزيران 2012       | حكومة عادل سفر                                                                              |
| هالة الناصر           | 23 حزيران 2012       | 22 آب 2013           | حكومة رياض حجاب حكومة وائل الحلقي الأولى                                                    |
| بشر رياض يازجي        | 22 آب 2013           | 26 تشرين الثاني 2018 | حكومة وائل الحلقي الأولى حكومة وائل الحلقي الثانية حكومة عماد خميس                          |
| محمد رامي مارتيني     | 26 تشرين الثاني 2018 | 8 كانون الاول 2024   | حكومة عماد خميس حكومة حسين عرنوس الأولى حكومة حسين عرنوس الثانية                            |
| مازن الصالحاني        | ٢٩ آذار 2025         | في المنصب            |                                                                                             |

## روابط خارجية
- الموقع الرسمي للوزارة
- مجلس الوزراء السوري
- وزارات الدولة على بوابة الحكومة الإلكترونية السورية
- الوزارات والهيئات الحكومية على موقع مجلس الشعب السوري